# Résolveur de liens
Un résolveur de liens est un outil informatique qui créé, à la demande, un lien direct entre une référence bibliographique et le document qu'elle décrit ; il vise à simplifier l'acccès aux ressources électroniques. Concrètement, l'outil extrait de la référence bibliographique les métadonnées utiles (titre, auteur, revue, année, numéro, pages, identifiant standard,...) et les utilise pour interroger différents catalogues et bases de données. Il renvoie, selon les cas et les disponibilités, un lien vers la ressource correspondant à la référence bibliographique.
Il se fonde sur l'OpenURL (norme NISO Z39.88) qui normalise la description bibliographique dans une URL ainsi que le transport de ces informations entre deux services : une source, généralement une base de données, et une cible, généralement un service de fourniture d'articles en ligne.
Ce résolveur repose sur une base de connaissances qui contient le catalogue exhaustif des collections (abonnements aux bases de données et ressources électroniques, périodiques dans un format textuel, possibilités de prêt entre bibliothèques, etc.) et sur l'identification des droits de l'usager.